# Атлетика на Летњим олимпијским играма 1904 — 400 метара за мушкарце
Дисциплина трчања на 200 метара за мушкарце, била је, трећи пут, једна од атлетских дисциплина на Олимпијским играма 1904. у Сент Луису. Одржана је 29. августа на стадиону Франсис филд, на стази која је износила трећину миље (536,45 метара). За такмичење се пријавило 12 такмичара, из 3 земље.

## Земље учеснице
- САД (10)
- Канада(1)
- Немачко царство (1)

## Рекорди пре почетка такмичења
| Најбољи резултат на свету | 47,8 • | Макси Лонг• | САД | Њујорк, САД      | 29. септембар 1900. |
| Олимпијски рекорд         | 49,4•• | Макси Лонг  | САД | Париз, Француска | 15. јул 1900.       |

• = незванично

•• = резултат постигнут на стази чији је круг износио 500 метара (уместо 400)

## Освајачи медаља
|                 |                 |                   |
| Хари Хилман САД | Френк Волер САД | Херман Громан САД |

## Нови рекорди после завршетка такмичења
| Олимпијски рекорд | 49,2 | Хари Хилман | САД | Сент Луис, САД | 29. август 1904. |

## Резултати

### Финале
| Место | Атлетичар                    | Резултат | Напомена |
| ----- | ---------------------------- | -------- | -------- |
|       | Хари Хилман САД              | 49,2     | ОР       |
|       | Френк Волер САД              | 49,9     |          |
|       | Херман Громан САД            | 50,0     |          |
| 4     | Џозеф Флеминг САД            |          |          |
| 5     | Мајер Принстајн САД          |          |          |
| 6     | Џорџ Поуџ САД                |          |          |
| 7-12  | Клајд Блер САД               |          |          |
| 7-12  | Персивал Молсон Канада       |          |          |
| 7-12  | Пол Пилгрим САД              |          |          |
| 7-12  | Џоханес Ранџ Немачко царство |          |          |
| 7-12  | Џорџ Андервуд САД            |          |          |
| 7-12  | Хауард Валентајн САД         |          |          |